# Toqa Timur

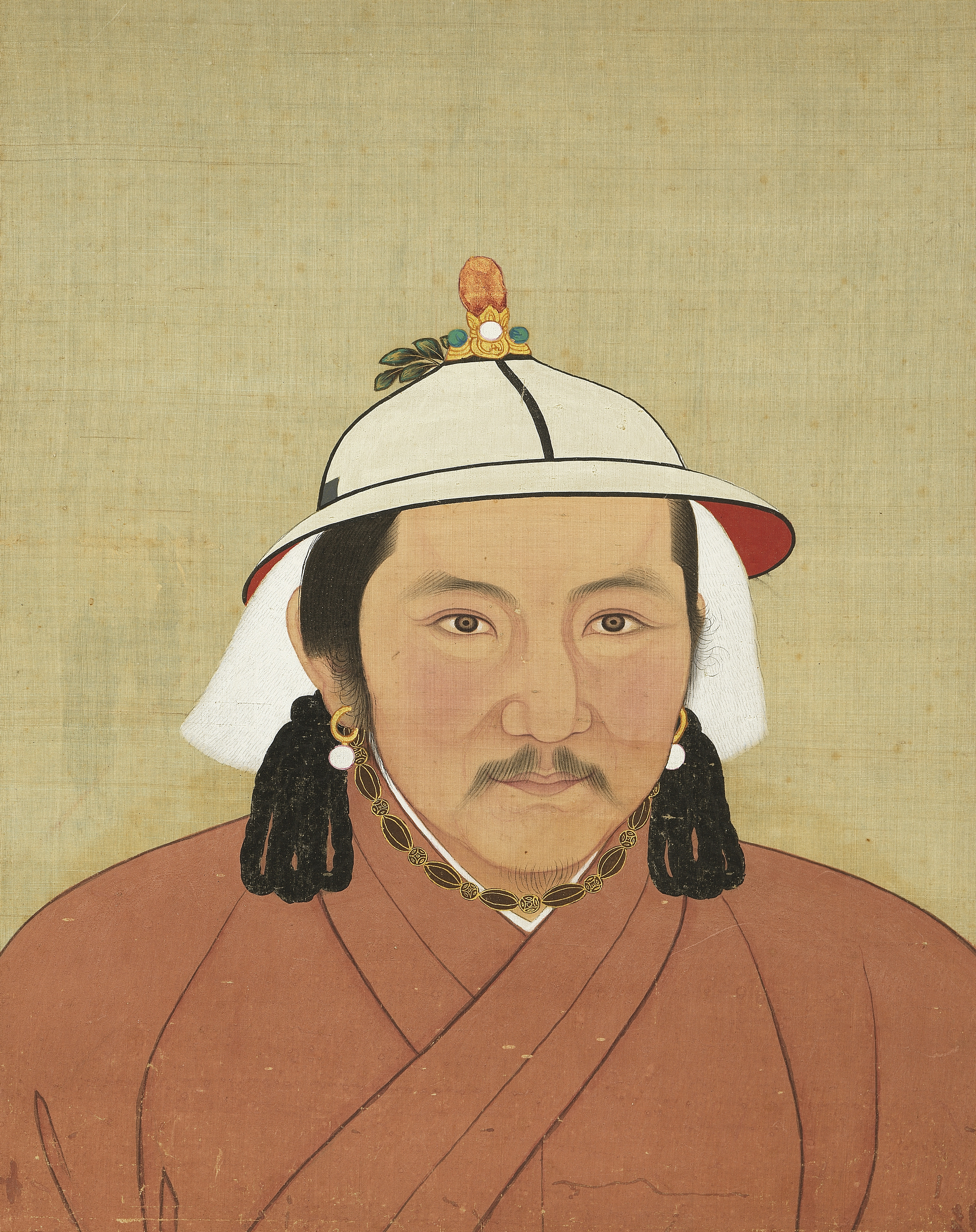
Toqa Timur

Toqa Timur (Jayaatu Khan, mongolisch ᠲᠤᠬᠲᠡᠮᠥᠷ; * 1304; † 2. September 1332 im damaligen Shangdu) war als Sohn Khaischans mongolischer Khagan und unter dem Namen Wenzong (文宗,  Wénzōng) ein Kaiser der Yuan-Dynastie. Er regierte 1328–1332, mit einer kurzen Unterbrechung im Jahr 1329.

## Leben
Toqa Timur kam mit Hilfe des Generals Yang- bzw. El Temür († 1333) in den Kämpfen um die Nachfolge Yesun Timurs (reg. 1323–1328) auf den Thron. Dabei bemächtigte sich El Temür in einem Staatsstreich der Hauptstadt Peking und proklamierte dort die Söhne Khaischans zu Thronerben, während in der Sommerresidenz Schan-tu der minderjährige Prinz Arigaba zum Herrscher ausgerufen wurde. Dadurch gab es drei Thronanwärter: Khaischans älteren Sohn Qoshila, Toqa Timur und Arigaba, aber Arigabas Partei wurde von El Temür bis Jahresende 1328 besiegt, während Qoshila sich mit der Durchsetzung seiner Thronansprüche bis Frühjahr 1329 Zeit ließ. Dann erst dankte Toqa Timur zugunsten seines älteren Bruders ab, bis dieser am 30. August 1329 bei einem Bankett mit El Temür ermordet oder vergiftet wurde.
Toqa Timur galt (im Gegensatz zu seinem Bruder Qoshila) als Vertreter der chinesischen Partei bei Hofe und hatte auch eine klassische chinesische Ausbildung erhalten. Seine Regierung war jedoch vollständig von dem General El Temür und dessen Familie abhängig, welche den Prinzen El Tegüs erzog. Verschwörungen und Revolten (z. B. in Yunnan) rissen für den Rest der Mongolenherrschaft in China nicht mehr ab.
Nach Toqa Timurs Tod wurde seine Witwe Putashali zur Regentin gemacht. Der Tod zweier Thronerben und des Generals El Temür brachte sie um ihre wichtigste Stützen, so dass sie widerwillig Toghan Timur als nächsten Mongolenkaiser billigte.
Söhne:
- Aratnada († 1331)
- El Tegüs († 1340)